# The Lion and the Unicorn: Socialism and the English Genius
„The Lion and the Unicorn: Socialism and the English Genius“ ist ein Essay von George Orwell, in dem er seine Ansichten über die Situation in Großbritannien zur Zeit des Zweiten Weltkrieges zum Ausdruck bringt. Der Titel ist eine Anspielung auf den heraldischen Schildhalter im königlichen Wappen des Vereinigten Königreichs. Der Essay wurde erstmals am 19. Februar 1941 als erster Band einer von T. R. Fyvel und Orwell herausgegebenen Reihe in den von Secker & Warburg veröffentlichten „Searchlight Books“ veröffentlicht.
Darin vertritt Orwell die Ansicht, dass das überholte britische Klassensystem die Kriegsanstrengungen behindere und dass Großbritannien eine sozialistische Revolution benötige, um Nazi-Deutschland zu besiegen. Deshalb seien Sozialisten und Patrioten nicht mehr gegensätzlich, sondern komplementär. Infolgedessen wurde „The Lion and the Unicorn“ zu einer Art Symbol der Revolution, einer neuen Form von Sozialismus im Vereinigten Königreich. Diese wollte einen demokratischen „englischen Sozialismus“ schaffen im Gegensatz zum unterdrückenden totalitären sowjetischen Kommunismus – und auch eine neue Form des Britentums, eine sozialistische, die vom Empire und den dekadenten alten herrschenden Klassen befreit ist. Orwell spezifizierte, dass das revolutionäre Regime die königliche Familie als nationales Symbol beibehalten könnte, obwohl es den Rest der britischen Aristokratie hinwegfegen würde.
Der erste Teil des Essays, „England Your England“ (deutsch: „England Ihr England“), wird oft als eigenständiger Essay betrachtet. Mit dem einleitenden Satz „Während ich schreibe, fliegen hochzivilisierte Menschen über mich hinweg und versuchen, mich zu töten“, verdeutlicht der Inhalt den Prozess, der Orwell schließlich zur Verfassung seiner berühmten Dystopie 1984 führte. Der Text ist auch teilweise von seinen anderen Erfahrungen im Spanischen Bürgerkrieg beeinflusst, die er in „Mein Katalonien“ publizierte. Seine dort geprägten Ansichten über die Gefahren des Totalitarismus und seine Überzeugung, dass der demokratische Sozialismus den Faschismus und den sowjetischen Kommunismus besiegen müsse, sind in allen seinen späteren Romanen wie 1984 und Farm der Tiere  wiederzufinden, werden hier jedoch ohne Allegorie dargestellt.
Der zweite Teil trägt den Titel: „Shopkeepers at War“ (deutsch: „Ladenbesitzer im Krieg“) und der dritte Teil: „The English Revolution“ (deutsch: „Die englische Revolution“).
1993 spielte der damalige Premierminister John Major in einer Rede über Europa auf den Essay an und erklärte: „In fünfzig Jahren wird Großbritannien immer noch das Land der langen Schatten auf dem Land, des warmen Biers, der unbesiegbaren grünen Vorstädte, der Hundeliebhaber und Tümpelfüller und – wie George Orwell sagte – der 'alten Jungfern, die durch den Morgennebel zur Heiligen Kommunion radeln' sein.“